# France pan
France_pan（ふらんすぱん／フランスパン）は、日本の劇団。大阪外国語大学（現大阪大学）内のサークル、France_panを母体に2004年、伊藤拓が「水被る日」で旗揚げ。主に大阪で活動している。Pan_offIceという事務所が制作業務を行っている。

## 公演
- France_pan 1st 「モチバラ」
- France_pan 2nd 「サワデズム」
- France_pan 3rd 「エレファント」
- France_pan 4th 「犬ほえる、あめ」
- side-session vol.1 "innocent when you dream"
- side-session vol.2 「水被る日」（正式な旗揚げ公演）
- France_pan 5th 「Duck、レスボス、温州蜜柑」
- France_pan la #1 「ペンギン行」
- France_pan 6th 「洟垂れバナレ」
- France_pan 7th 「そここそこそ±あ」
- FP企画 "ourHour"
- side-session vol.3 「Re:ビョーキ」
- France_pan 8th 「咆哮マーチ～雨と飴～」
- France_pan 9th 「スペアー」
- France_pan 10th 「前向きな死に方」
- France_pan 11th 「貝を棒で」
- France_pan 12th 「ジャン・アンリ=ファーブルの一生―The Life of Jean-Henri Fabre―」
- France_pan 13th "Hamlet!!!!!!!!! 読む編・遊ぶ編・創る編"
- France_pan 14th 「家族っぽい時間―KAZOKU time―」
- Toy_pan（トイガーデンとの合同公演） 「どれい狩り―Slave Hunting―」
- France_pan 15th 「点在する私―i am interspersed with me―」
- Pan_offIce プロデュース 「京都かよ！」

## 所属メンバー
主宰
- 伊藤拓（いとう たく） 主に作・演出を担当。

俳優
- 岩﨑小枝子（いわさき さえこ）
- 加藤智之（かとう ともゆき）
- 神藤恭平（しんとう きょうへい）
- 速水佳苗（はやみ かなえ）